# Антропософія
Антропосо́фія (грец. ανθρωπος — людина і σοφια — мудрість) — релігійно-містичне вчення про людину, за яким вона розвиваючи приховані в ній божествені здібності, здатна досягти духовного панування над природою. Виокремилося з теософії в період Першої світової війни.
Розуміє себе як теорію пізнання. Засновник антропософії — німецький філософ-містик Рудольф Штайнер (*1861—†1925).
Послідовники антропософії твердять, що у людини є особливі «надприродні якості», які дають їй можливість вступати у пряме спілкування з існуючим світом духів.
Згідно з антропософією, фізичний світ являє собою лише часткове відображення духовного світу, який і керує всім через духовні істоти і сили. Повне єство людини складається з трьох частин: тіла, душі та духу, кожна з яких в свою чергу розподіляється на три ступені. Духом людини управляє закон перевтілення. В окремому житті людський дух виявляє самого себе з урахуванням досвіду своїх минулих переживань на пройденому життєвому шляху. Тілом управляє закон наслідування, душею — створена нею самою доля. Після смерті зв'язок духу і душі зберігається доти, поки душа не розлучиться зі своєю прихильністю до фізичного буття.
На основі антропософії Рудольфом Штайнером була заснована вальдорфська педагогіка, антропософська медицина, основи тричленної соціального облаштування суспільства, евритмія і багато іншого.